# Voetbalkampioenschap van het Ertsgebergte 1924/25
In 1924/25 werd het vijfde voetbalkampioenschap van het Ertsgebergte gespeeld, dat georganiseerd werd door de Midden-Duitse voetbalbond. Viktoria Lauter werd kampioen en plaatste zich zo voor de Midden-Duitse eindronde. De club verloor met 8:1 van SVgg Meerane 07
Na dit seizoen verhuisde VfL 07 Schneeberg naar de competitie van West-Saksen en moest beginnen in de tweede klasse, maar kon na één seizoen promoveren. 

## Gauliga
| Plaats | Club                    | Wed. | W | G | V | Saldo | Ptn.  |
| ------ | ----------------------- | ---- | - | - | - | ----- | ----- |
| 1.     | FC Viktoria 1913 Lauter | 16   |   |   |   | 39:18 | 23:9  |
| 2.     | VfL 1907 Schneeberg     | 16   |   |   |   | 35:18 | 20:12 |
| 3.     | TuS Alemannia 1908 Aue  | 16   |   |   |   | 29:19 | 20:12 |
| 4.     | VfB 1914 Zwönitz        | 16   |   |   |   | 31:20 | 18:14 |
| 5.     | SV Sturm 1901 Beierfeld | 16   |   |   |   | 25:28 | 17:15 |
| 6.     | FC Tanne Thalheim       | 16   |   |   |   | 20:24 | 16:16 |
| 7.     | FC Saxonia Bernsbach    | 16   |   |   |   | 21:24 | 12:20 |
| 8.     | BC Olympia Grünhain     | 16   |   |   |   | 25:43 | 12:20 |
| 9.     | FC 1910 Lößnitz         | 16   |   |   |   | 13:44 | 6:26  |

|  | Kampioen, geplaatst voor Midden-Duitse eindronde |
|  | Degradatie naar 1. Klasse Westsachsen            |
|  | Degradatie                                       |